# 浸润
浸润或不浸润是两种互斥的物理现象。如果液体对固体浸润，同时固体内部存在毛细管，那么因为毛细作用，液体会渗透到固体的内部。

## 定义
浸润指液体与固体发生接触时，液体附着在固体表面或渗透到固体内部的现象，此时对该固体而言，该液体叫做浸润液体。
不浸润指液体与固体发生接触时，液体不附着在固体表面且不渗透到固体内部的现象，此时对该固体而言，该液体叫做不浸润液体。

## 微观解释
浸润大体可以分为两种：无化学反应浸润和化学反应浸润。 

### 无化学反应浸润
在没有化学反应参与的情况下，浸润与不浸润现象产生的原因可以用分子力作用解释。物体由分子组成，同种物质分子间的作用力称为内聚力，不同物质分子间的作用力叫做附着力。如果内聚力小于附着力，就会发生“浸润现象”；反之则称为“不浸润现象”。
当液体与固体接触时，在接触处形成一个液体薄层，这个液体薄层叫做附着层。附着层内部的分子同时受到液体分子和固体分子的吸引。
如果固体分子对液体分子的引力大于液体分子之间的引力，那么附着层的分子密度将会大于液体的分子密度，此时附着层内的分子相互作用表现为斥力，液面呈现扩散的趋势，便形成了浸润现象。
如果固体分子对液体分子的引力小于液体分子之间的引力，那么附着层的分子密度将会小于液体的分子密度，此时附着层内的分子相互作用表现为引力，液面呈现收缩的趋势，便形成了不浸润现象。

## 实践意义
有时在生活中，需要利用浸润现象。例如使用钢笔书写，是利用了书写纸能够被墨水浸润的特点。
有时在生活中，需要避免浸润现象。例如用苯乙烯类涂料油漆金属与木器以防锈或防腐，是利用了苯乙烯对水等液体不浸润的特点。
有些固体对同一种液体的浸润性或不浸润性，在某些条件下可以相互转化。比如医学上用的脱脂棉，在未脱脂前是不能被水浸润的，而脱脂后可以被水浸润。有时也需要利用这种转化。